# Genista hirsuta
Genista hirsuta là một loài thực vật có hoa trong họ Đậu. Loài này được M.Vahl miêu tả khoa học đầu tiên.

## Hình ảnh

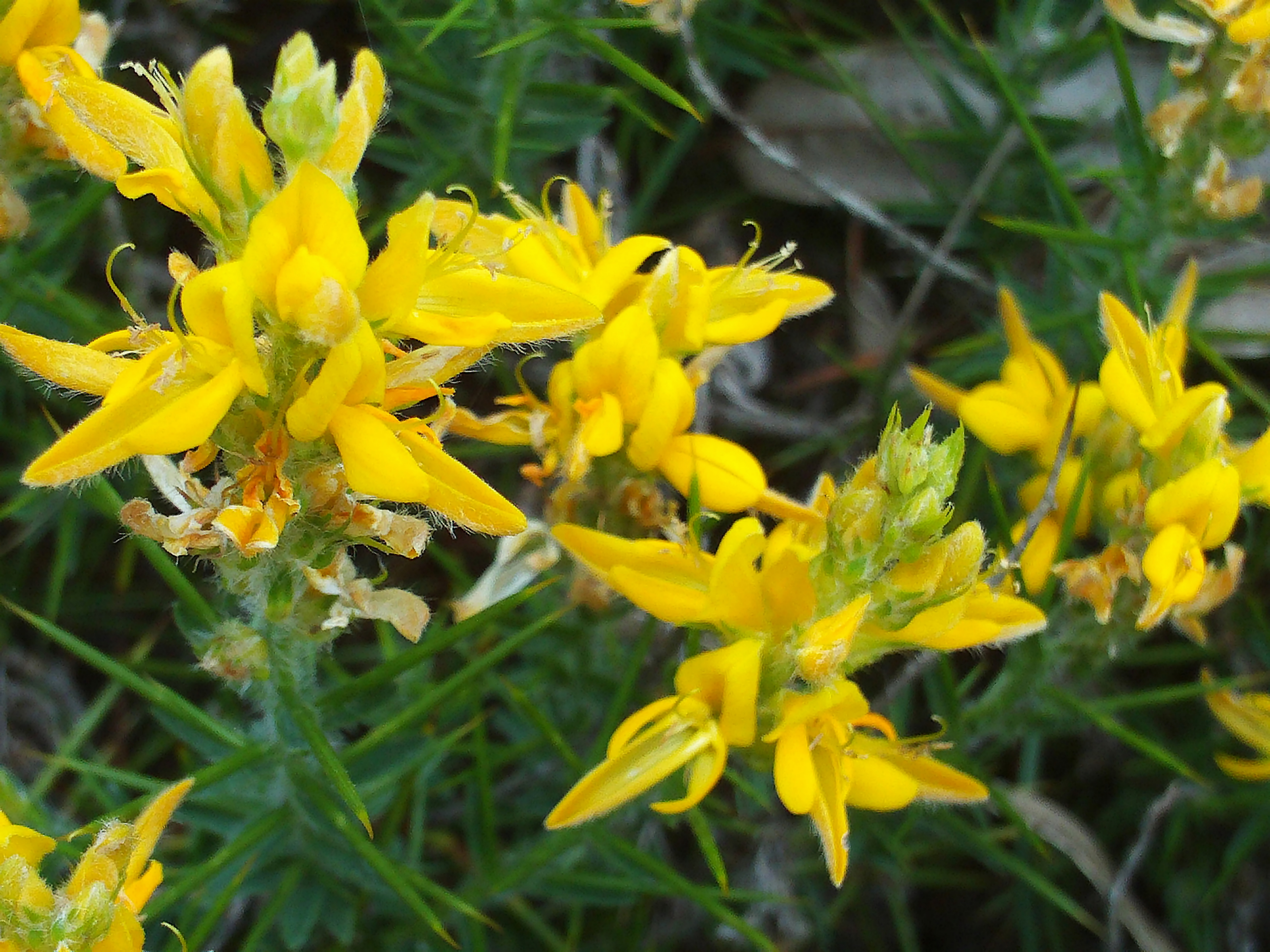
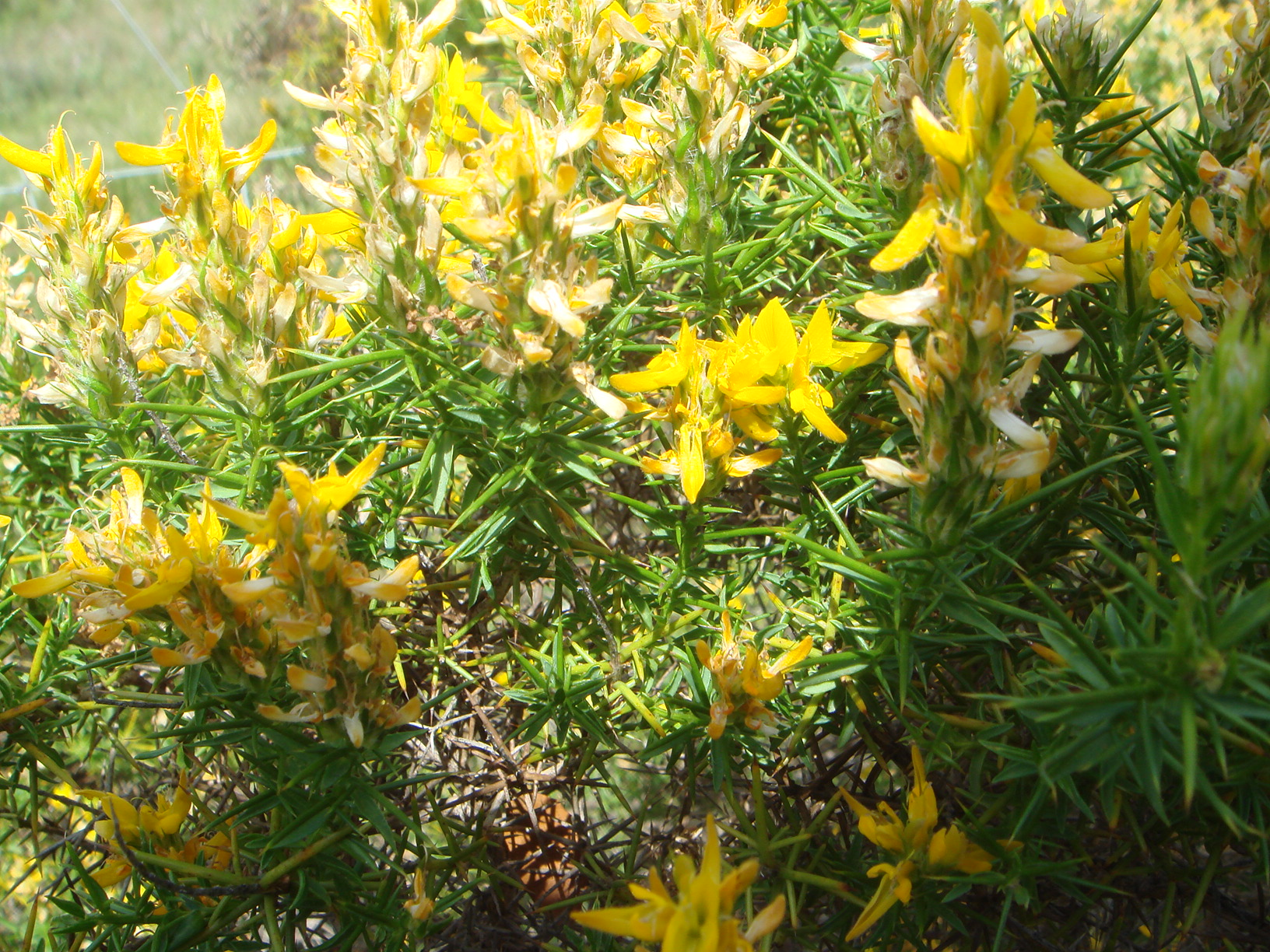
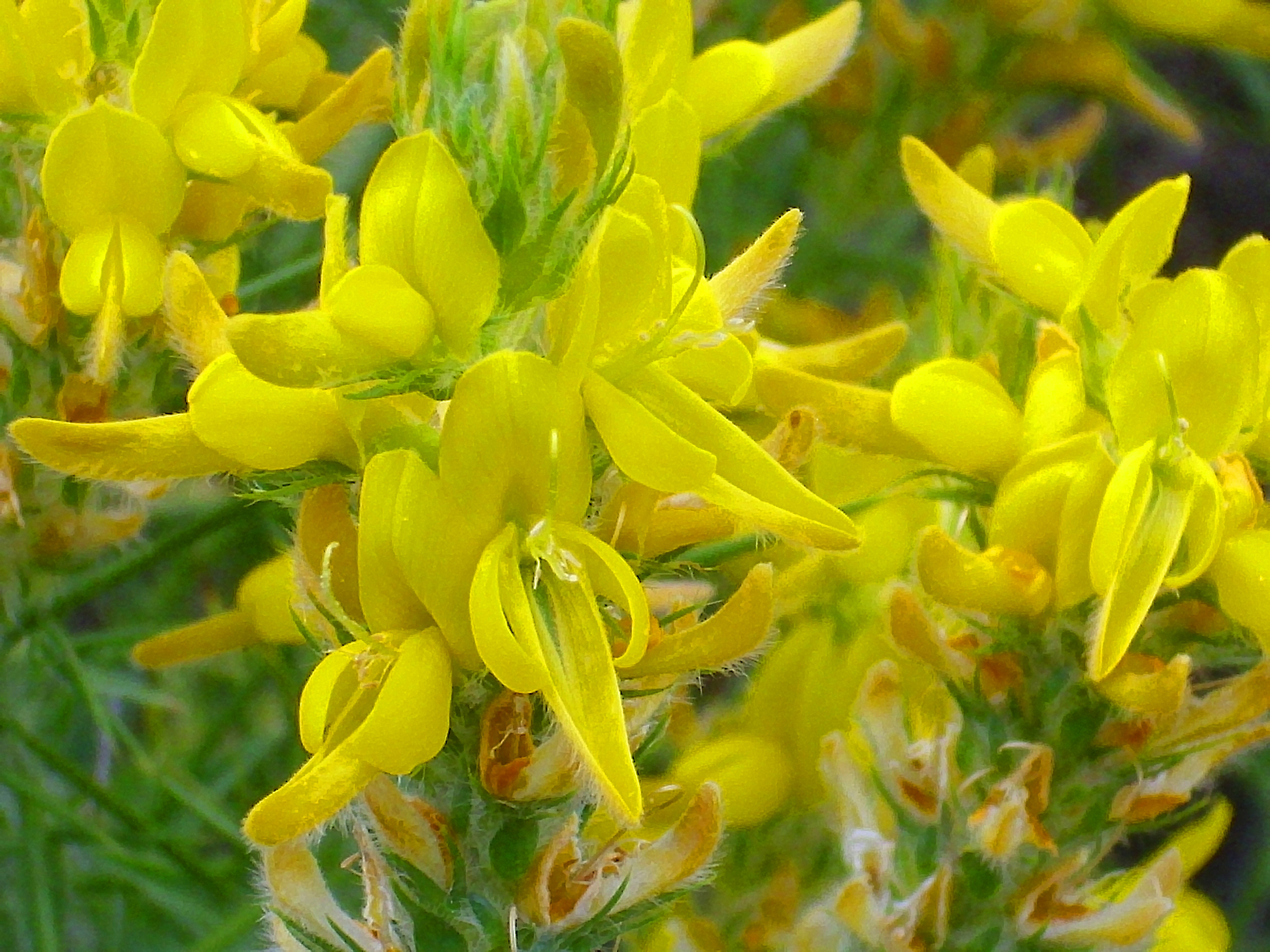
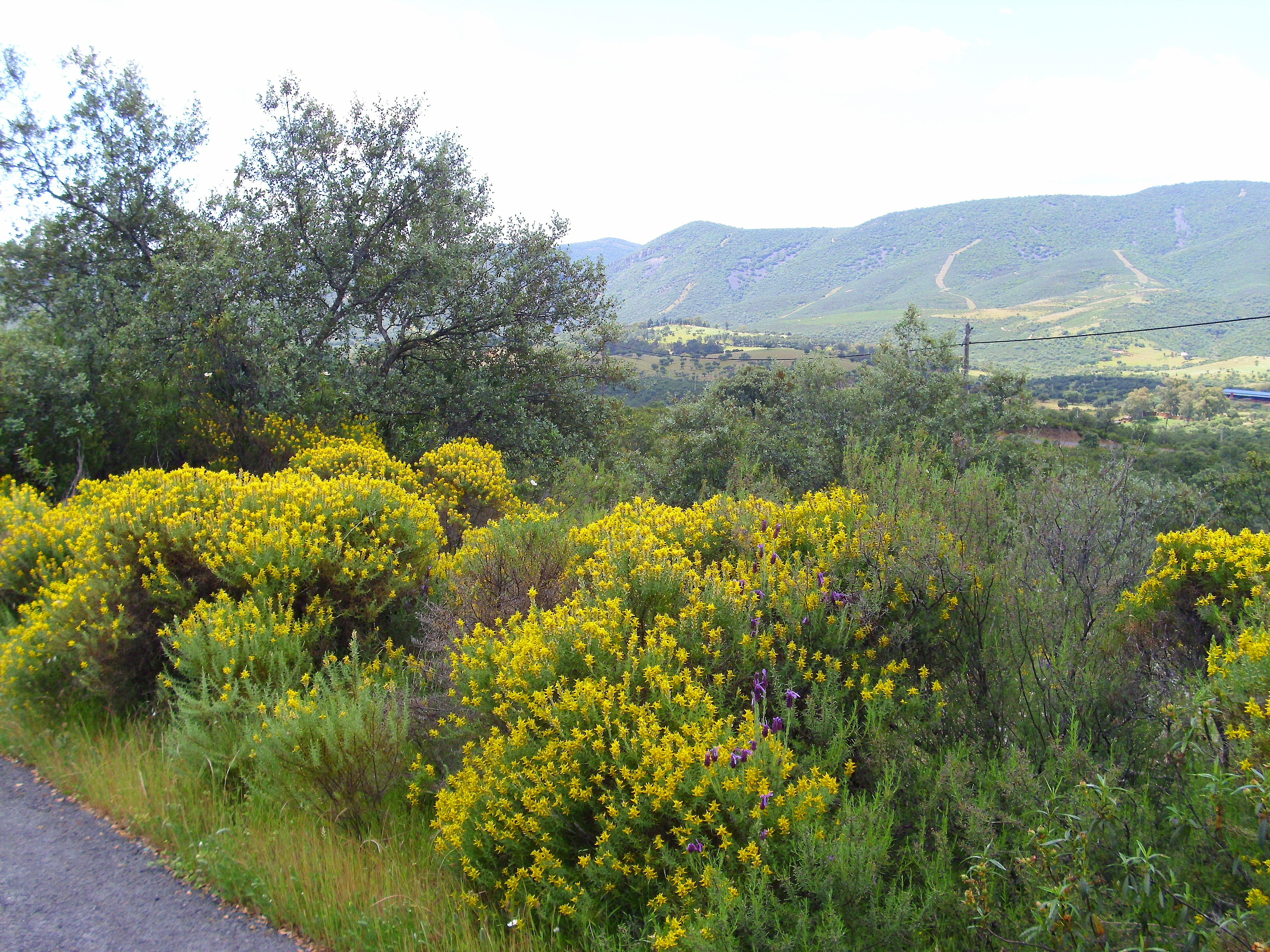